# Hinrichshagen (Müritz)
Hinrichshagen è una frazione del comune tedesco di Peenehagen, nel Meclemburgo-Pomerania Anteriore.

## Storia
Hinrichshagen fu citata per la prima volta nel 1311, e costituiva un piccolo centro rurale.
Il 1º gennaio 2012 il comune di Hinrichshagen fu fuso con i comuni di Groß Gievitz e Lansen-Schönau, formando il nuovo comune di Peenehagen.